# Goniofusus damasoi
Goniofusus damasoi is een slakkensoort uit de familie van de Fasciolariidae. De wetenschappelijke naam van de soort werd in 2016 voor het eerst geldig gepubliceerd door E.J. Petuch en D.P. Berschauer.